# سیارک ۸۱۴۶
سیارک ۸۱۴۶ (به انگلیسی: 8146 Jimbell، نامگذاری:1983WG) هشت هزار و صد و چهل و ششمین سیارک کشف شده‌است که در ۲۸ نوامبر ۱۹۸۳ کشف شد.
قدر مطلق سیارک برابر ۱۲٫۸۰ است.